# كورينتس
كوريينتس (بالإسبانية: Corrientes) هي عاصمة محافظة كوريينتس، الأرجنتين. تقع في الساحل الشرقي من نهر بارانا. تبعد بحوالي 1000 كلم عن بوينس آيرس، و 300 كلم عن بوساداس. عدد سكانها 328689 نسمة (إحصاء 2001).
تعد المدينة من أهم مدن محافظة كوريينتس لكونها العاصمة، بالإضافة إلى أنها مركز اقتصادي، كما توجد بها المؤسسات الحكومية. للمدنية مزيج من العمارة الحديثة والاستعمارية، كما يوجد بها العديد من الكنائس. درجة الحرارة المتوسطة السنوية تساوي 20° سيليزية، مع معدلات عليا ودنيا بين 33 و 10° سيليزية على التوالي. كمية الأمطار السنوية تعادل حوالي 1200 مليمتر .

## المناخ
يظهر الجدول التالي التغييرات المناخية على مدار السنة لكورينتس:
| البيانات المناخية لـكورينتس                 | البيانات المناخية لـكورينتس | البيانات المناخية لـكورينتس | البيانات المناخية لـكورينتس | البيانات المناخية لـكورينتس | البيانات المناخية لـكورينتس | البيانات المناخية لـكورينتس | البيانات المناخية لـكورينتس | البيانات المناخية لـكورينتس | البيانات المناخية لـكورينتس | البيانات المناخية لـكورينتس | البيانات المناخية لـكورينتس | البيانات المناخية لـكورينتس | البيانات المناخية لـكورينتس |
| الشهر                                       | يناير                       | فبراير                      | مارس                        | أبريل                       | مايو                        | يونيو                       | يوليو                       | أغسطس                       | سبتمبر                      | أكتوبر                      | نوفمبر                      | ديسمبر                      | المعدل السنوي               |
| ------------------------------------------- | --------------------------- | --------------------------- | --------------------------- | --------------------------- | --------------------------- | --------------------------- | --------------------------- | --------------------------- | --------------------------- | --------------------------- | --------------------------- | --------------------------- | --------------------------- |
| الدرجة القصوى °م (°ف)                       | 42.0 (107.6)                | 40.7 (105.3)                | 39.6 (103.3)                | 37.2 (99.0)                 | 34.1 (93.4)                 | 31.7 (89.1)                 | 33.0 (91.4)                 | 36.4 (97.5)                 | 40.9 (105.6)                | 42.0 (107.6)                | 42.4 (108.3)                | 41.1 (106.0)                | 42.4 (108.3)                |
| متوسط درجة الحرارة الكبرى °م (°ف)           | 33.2 (91.8)                 | 31.9 (89.4)                 | 30.6 (87.1)                 | 26.8 (80.2)                 | 23.4 (74.1)                 | 21.0 (69.8)                 | 21.1 (70.0)                 | 23.4 (74.1)                 | 24.9 (76.8)                 | 27.9 (82.2)                 | 29.5 (85.1)                 | 31.9 (89.4)                 | 27.1 (80.8)                 |
| المتوسط اليومي °م (°ف)                      | 27.0 (80.6)                 | 26.0 (78.8)                 | 24.7 (76.5)                 | 21.4 (70.5)                 | 18.0 (64.4)                 | 15.9 (60.6)                 | 15.2 (59.4)                 | 17.0 (62.6)                 | 18.5 (65.3)                 | 21.8 (71.2)                 | 23.7 (74.7)                 | 25.8 (78.4)                 | 21.3 (70.3)                 |
| متوسط درجة الحرارة الصغرى °م (°ف)           | 21.3 (70.3)                 | 20.8 (69.4)                 | 19.7 (67.5)                 | 16.9 (62.4)                 | 13.4 (56.1)                 | 11.6 (52.9)                 | 10.4 (50.7)                 | 11.5 (52.7)                 | 13.1 (55.6)                 | 16.3 (61.3)                 | 17.9 (64.2)                 | 20.1 (68.2)                 | 16.1 (61.0)                 |
| أدنى درجة حرارة °م (°ف)                     | 11.8 (53.2)                 | 11.0 (51.8)                 | 7.2 (45.0)                  | 3.9 (39.0)                  | −0.4 (31.3)                 | −2.8 (27.0)                 | −2.0 (28.4)                 | −1.3 (29.7)                 | 0.5 (32.9)                  | 2.8 (37.0)                  | 7.2 (45.0)                  | 8.3 (46.9)                  | −2.8 (27.0)                 |
| الهطول مم (إنش)                             | 167.3 (6.59)                | 161.9 (6.37)                | 175.1 (6.89)                | 206.6 (8.13)                | 91.9 (3.62)                 | 70.5 (2.78)                 | 37.5 (1.48)                 | 47.2 (1.86)                 | 75.7 (2.98)                 | 150.7 (5.93)                | 184.3 (7.26)                | 157.7 (6.21)                | 1٬526٫4 (60.09)             |
| متوسط أيام هطول الأمطار (≥ 0.1 mm)          | 8.5                         | 9.4                         | 8.6                         | 10.2                        | 7.5                         | 8.4                         | 6.1                         | 5.7                         | 8.1                         | 10.4                        | 10.0                        | 9.3                         | 102.2                       |
| متوسط الرطوبة النسبية (%)                   | 70.7                        | 74.6                        | 77.7                        | 80.2                        | 80.0                        | 81.2                        | 76.5                        | 72.3                        | 70.8                        | 72.3                        | 72.1                        | 70.9                        | 74.9                        |
| ساعات سطوع الشمس الشهرية                    | 279.0                       | 243.6                       | 232.5                       | 204.0                       | 201.5                       | 171.0                       | 186.0                       | 192.2                       | 195.0                       | 244.9                       | 261.0                       | 291.4                       | 2٬702٫1                     |
| نسبة وصول أشعة الشمس                        | 66                          | 67                          | 61                          | 59                          | 60                          | 54                          | 57                          | 55                          | 54                          | 62                          | 65                          | 67                          | 61                          |
| المصدر #1: Servicio Meteorológico Nacional ‏ |                             |                             |                             |                             |                             |                             |                             |                             |                             |                             |                             |                             |                             |
| المصدر #2: NOAA (sun 1961–1990)             |                             |                             |                             |                             |                             |                             |                             |                             |                             |                             |                             |                             |                             |

## توأمة
لكورينتس اتفاقيات توأمة مع كل من:
- أريكيبا
- لا روشيل

## أعلام
- رامون هيكتور بونس
- خوليان فيلازكيز
- ليوناردو جارا
- غييرمو فرانكو
- أنطونيو كربوفيكاس
- ليوناردو ماير
- كريستيان غوميز